# Justin James Field
Justin James Field (6 juillet 1899, Down Hatherley - 4 août 1966, Saint-Georges) est un ecclésiastique catholique anglais, membre de l'Ordre des Prêcheurs, et évêque de de Saint-Georges en Grenade de 1957 à sa mort.

## Biographie
James Field naît le 6 juillet 1899 à Down Hatherley en Angleterre. Il se convertit à seize ans au catholicisme, à la détresse de ses parents. Quatre ans plus tard, il entre au noviciat dominicain à Woodchester et prend le nom de Justin lors de sa profession en 1921. Au moment où il est ordonné prêtre, le 18 septembre 1926, ses deux parents l’avaient suivi dans l’Église catholique.
En 1928, à la fin de ses études, il est pour travailler dans la paroisse de Newcastle upon Tyne. Il met à profit son grand talent musical, jouant de l'orgue et dirigeant la chorale, qui jouissait d'une grande renommée dans le nord-est de Angleterre. En raison de ses compétences musicales, Félix Couturier O.P., évêque d'Alexandria en Ontario, demande au provincial d'envoyer frère Justin au Canada pour lui servir de secrétaire particulier et l'aider à améliorer le niveau de la liturgie dans son diocèse. Après deux ans au Canada, Justin Field est envoyé à la mission provinciale à Grenade.
Quand le diocèse de Saint-Georges en Grenade est créé, il en est nommé le premier évêque par le pape Pie XII, le 14 janvier 1957. En 1960, il invite la communauté Madonna House Apostolate (en) à s'installer sur l'île de Carriacou et développe son diocèse.
Justin Field meurt, comme il l'avait souhaité, le jour de la Saint-Dominique, le 4 août 1969, à l'âge de 70 ans. Il est enterré dans la cathédrale de l'Immaculée-Conception de Saint-Georges.